# 레오니드 레빈

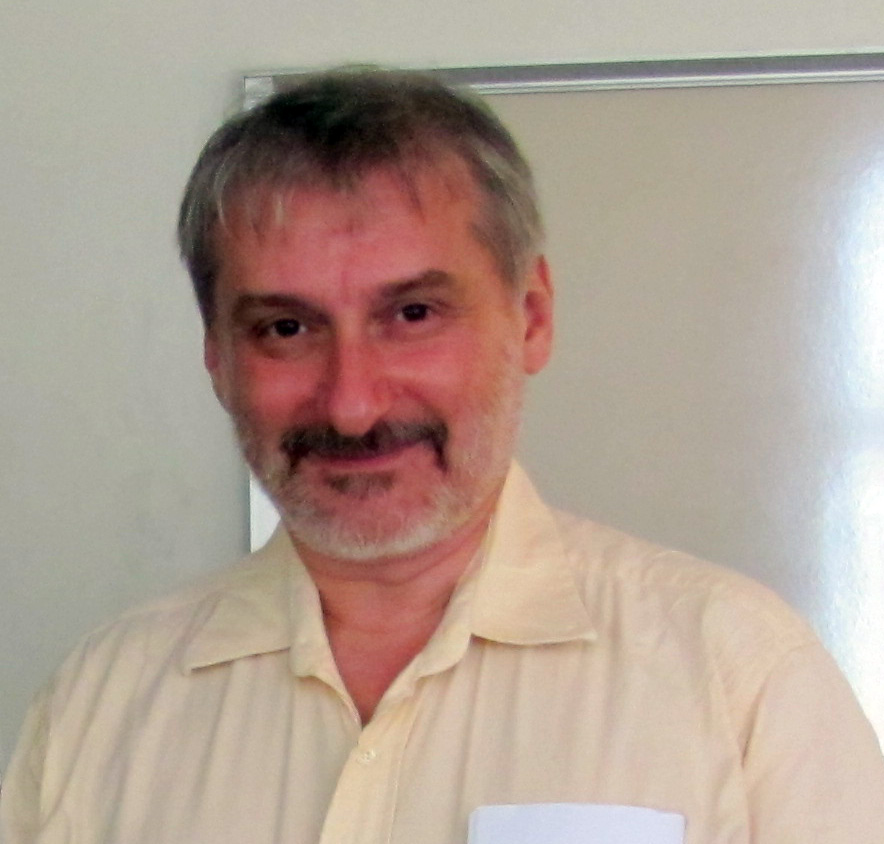
레오니드 레빈

레오니드 아나톨리에비치 레빈(영어: Leonid Anatolievich Levin, 러시아어: Леони́д Анато́льевич Ле́вин 레오니트 아나톨리예비치 레빈[*], 우크라이나어: Леоні́д Анато́лійович Ле́він 레오니드 아나톨리요비치 레빈[*], 1948년 11월 2일 ~ )은 소비에트 연방 드네프로페트로프스크(현 우크라이나의 드니프로페트로우스크)에서 출생한 전산학자, 수학자이다. 안드레이 콜모고로프의 제자였다. 1978년에 미국 국적을 얻어 현재 미국에 거주하고 있다.
전산학의 이론적 기반을 연구하면서 계산이론, 정보이론 등에서 많은 업적을 남겼다. 특히 스티븐 쿡이 발견한 NP-완전을 1973년에 독자적으로 발견했다. ‘쿡의 정리’ 혹은 ‘쿡-레빈 정리’라고 부르는 이 정리는 전산학 분야의 획기적 발견이며, 계산 복잡도 이론의 중요한 이론적 기반이다.

## 읽어보기
그에 대한 자세한 이야기는 다음 책에서 한 장(chapter)에 걸쳐 설명하고 있다.
- Out of Their Minds: The Lives and Discoveries of 15 Great Computer Scientists
- 한글판: 컴퓨터를 만든 15인의 과학자. 데이스 샤사 지음. 세종연구원. 1998년